# Rozalyn Anderson
Rozalyn «Roz» Anderson es una profesora asociada de la Escuela de Medicina y Salud Pública de la Universidad de Wisconsin. Estudia el envejecimiento humano y las restricciones calóricas en primates.

## Educación
Anderson recibió su grado universitario de la  Universidad de Trinity, Dublín, y su doctorado en bioquímica de la Universidad de Dublín. En 2000 se mudó a la Escuela de medicina de Harvard, Boston, Massachusetts para una beca posdoctoral con David Sinclair, donde estudió restricción calórica y envejeciendo en levadura. Empezó a estudiar envejecimiento en mamífero durante una segunda beca posdoctoral con Richard Weindruch en la Universidad de Wisconsin en el Instituto de Envejecimiento y como asistente científica en el Centro Nacional de investigación de Primates de Wisconsin. Es actualmente profesora asociada en la Universidad de Wisconsin en el Departamento de Medicina y en la División de Geriatría y Gerontología. Desde 2014, Anderson también ha estado afiliada a la División de Endocrinología, Diabetes y Metabolismo.

## Investigación
En el Laboratorio de Sinclair en la Escuela Médica Harvard, Anderson investigó el control de la esperanza de vida por restricción de calorías en levadura, demostrando que la esperanza de vida podría ser extendido por manipulación genética de la ruta de salvamento NAD+, y que la restricción de caloría regula el NAD+.
Anderson trabajó como parte del equipo de la Universidad de Wisconsin que demostró que la restricción de calorías tiene un efecto beneficioso en los monos rhesus, mejora la supervivencia, y baja la incidencia de las enfermedades que incluyen diabetes, cáncer, y enfermedad cardiovascular sobre el curso de casi tres décadas. Ella continúa estudiando la restricción de calorías, enfocándose en los músculos esqueléticos de primates, tejido adiposo blanco, inflamación, disfunción mitocondrial, y reguladores metabólicos de crecimiento de cáncer.
En una entrevista en el 2014 hablando de los diferentes resultados del Instituto Nacional de Envejecimiento y la Universidad de Wisconsin sobre los estudios de restricción de calorías en monos rhesus, Anderson señala que debido a la preparación experimental, tanto el control como los grupos experimentales fueron restringidos en calorías a algún grado, lo cual explica por qué no se encontró una mejora significativa en el grupo experimental. También señala que los dos estudios son más informativos debido a sus diseños diferentes que si hubieran sido llevados a cabo de forma idéntica.
En 2013, Anderson ganó el premio al nuevo investigador Nathan Shock de la Sociedad gerontologica de América.
Anderson es una editor adjunta de Las Revistas de Gerontología: Serie A.